# Liste der denkmalgeschützten Objekte in Velké Hydčice
Grundlage dieser Liste der denkmalgeschützten Objekte in Velké Hydčice ist die ÚSKP-Liste (Ústřední seznam kulturních památek České republiky, deutsch Zentrale Liste der Kulturdenkmäler der Tschechischen Republik), die von der tschechischen Denkmalschutzbehörde NPÚ (Národní památkový ústav, deutsch Nationale Denkmalbehörde) seit 1987 geführt wird und an die seit dem Jahr 1850 geschaffenen Listen anschließt.

## Denkmalgeschützte Objekte nach Ortsteilen

### Velké Hydčice
| Lage                                                              | Objekt                                                 | Beschreibung | ÚSKP-Nr.                  | Bild                                                   |
| ----------------------------------------------------------------- | ------------------------------------------------------ | --- | ------------------------- | ------------------------------------------------------ |
| Velké Hydčice, Velké Hydčice 1 (Standort)                         | Gehöft Nr. 1                                           | Bauernhaus aus dem frühen 19. Jahrhundert mit einem Wohnhaus und einer Scheune. Die Eingangsfassade hat eine dreieckigen Barockgiebel mit gewölbten Flügeln. | 45099/4-3491 Info Katalog | Gehöft Nr. 1                                           |
| Velké Hydčice, Velké Hydčice 4 (Standort)                         | Durchgangsschuppen und Umfassungsmauer des Gehöftes Nr | Ein ländliches Gehöft mit einem völlig untypischen Eingang durch einen gemauerten Schuppen aus der zweiten Hälfte des 18. Jahrhunderts, der hofseitig auf gemauerten Säulen ruht. Umgeben von einer Mauer. Die restlichen Gebäude des Gehöfts wurden modernisiert. | 46433/4-3492 Info Katalog | Durchgangsschuppen und Umfassungsmauer des Gehöftes Nr |
| Velké Hydčice, ungefähr 100 m südlich der Burg Prácheň (Standort) | Kirche St. Clemens                                     | Kleine gotische Friedhofskirche auf dem Gebiet der ehemaligen slawischen Siedlung und der späteren Burg Prácheň. Einschiffiges Gebäude mit erhöhtem fünfeckigem Presbyterium, angrenzend eine Sakristei und neugotischer Umgang an der Südseite des Langhauses.    | 20796/4-3497 Info Katalog | weitere Bilder                                         |
| Velké Hydčice, Velké Hydčice 5 (Standort)                         | Gehöft Nr. 5                                           | Landhaus mit klassizistisch graviertem Giebel, im Innenraum in dreiteiliger Kammerbauweise. Ein Beispiel für Volksarchitektur aus dem späten 18. Jahrhundert. Eines der wenigen Anwesen mit klassizistischer Fassade in der Umgebung.                              | 13006/4-3493 Info Katalog | Gehöft Nr. 5                                           |
| Velké Hydčice, Dorfplatz (Standort)                               | Kapelle des Hl. Johannes von Nepomuk                   | Kleine barocke Dorfkapelle mit halbkreisförmigem Chor, gewelltem Giebel und polygonalem Glockenturm. Vor der Kapelle ein gusseisernes Kreuz auf einem zylindrischen Schaft aus dem Jahr 1859. Kleine volkstümliche Architektur aus dem 19. Jahrhundert.            | 28283/4-3495 Info Katalog | weitere Bilder                                         |
| Velké Hydčice (Standort)                                          | Burg und Burg Prácheň                                  | Befestigte Höhensiedlung - Burgberg und Burg Prácheň, archäologische Spuren | 30829/4-3496 Info Katalog | weitere Bilder                                         |